# 타하 후세인

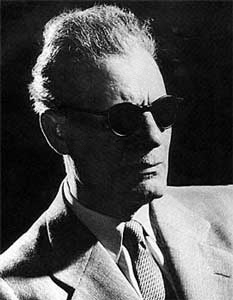
타하 후세인

타하 후세인(طه حسين, Taha Husain, 1889년~1974년)은 이집트의 작가이다. 상(上)이집트의 농촌 출신으로 어려서 맹인이 되었다. 아즈하르 대학과 파리 대학에서 우수한 성적으로 공부를 마치고 귀국한 후 대학교수와 문교부장관의 직위를 역임하며 평론과 에세이, 그리고 소설에 뛰어난 업적을 보였다. <알 아이얌>(1929년의 상권과 1939년의 하권으로 2권)은 자서전적인 소설로, 많은 외국어로 번역되었다. 그 외에 <샤흐라자드의 꿈> <마호메트전(傳)의 여백(餘白)에> 등 많은 작품을 남겼다.